# Alexandr Chotovickij
Svatý Alexandr Alexandrovič Chotovickij (také sv. Alexandr Newyorský, 23. února 1872, Kremenec – 19. srpna 1937, Moskva) byl ukrajinský duchovní Ruské pravoslavné církve, protopresbyter, misionář a mučedník.

## Život

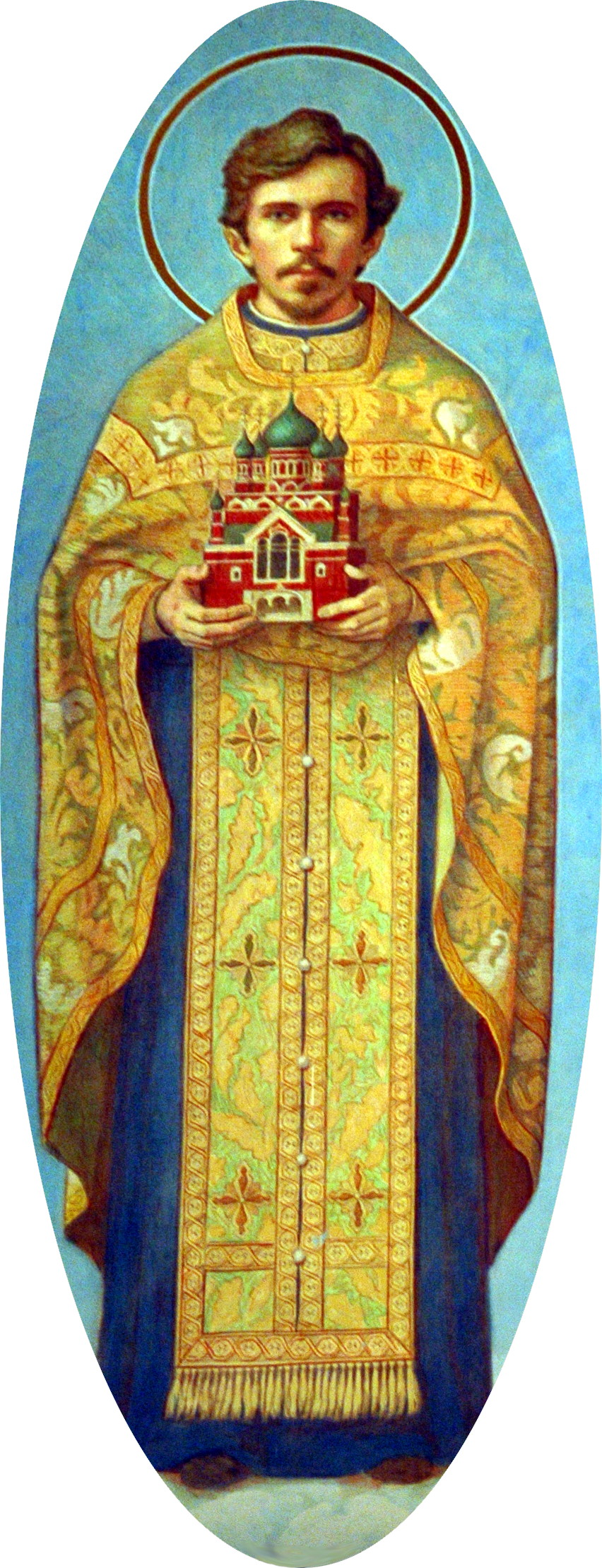
Freska sv. Alexandra Newyorského v katedrále v New Yorku

Narodil se 23. února 1872 v Kremenci jako syn protojereje a rektora Volyňského duchovního semináře.
Roku 1891 dostudoval na Volyňském duchovním semináři a nastoupil na Petrohradskou duchovní akademii. Ještě jako student na akademii požádal, aby byl poslán do aleutské a severoamerické eparchie. Roku 1895 se stal druhým psalomščikem v chrámu svatého Mikuláše v New Yorku.
Roku 1896 se oženil se studentkou Petrohradského Pavlovského institutu Marií Vladimirovnou Ščerbuchinovou. Stejného roku byl biskupem Mykolajem (Zjorovem) rukopoložen na jereje. Po vysvěcení se stal představeným farnosti svatého Mikuláše a byl iniciátorem stavby nového katedrálního chrámu svatého Mikuláše. Tento chrám vysvětil 23. listopadu 1902 biskup Tichon (Běllavin).
V březnu 1906 byl poslán na misii do Montréalu, kde odsloužil první pravoslavnou liturgii v historii města. Zde se účastnil zřizování farnosti svatých apoštolů Petra a Pavla.
Byl hlavním redaktorem a jedním z hlavních autorů Amerického pravoslavného věstníku. Podílel se také na vytvoření Ruské pravoslavné katolické společnosti vzájemné pomoci. Pod jeho vedením začala společnost pomáhat nejen imigrantům, ale také Rusínům v Rakousku-Uhersku, makedonským Slovanům a během Rusko-japonské války také ruským vojákům v Mandžusku.
Spolu s (později svatořečeným) Alexisem Tothem se zasloužil o přechod karpatských Rusínů žijících v Americe z řeckokatolické církve k pravoslaví.
Z jeho iniciativy bylo založeno 12 farností na východním pobřeží Spojených států. Byl povýšen na protojereje a v Americe pobýval do 26. února 1914.
Roku 1914 byl z iniciativy finského arcibiskupa Sergia (Stragorodského) přeložen do Helsinek, kde se stal představeným chrámu Zesnutí přesvaté Bohorodice a chrámu Svaté Trojice. Byl členem společnosti pro sblížení pravoslavné církve s Anglikánskou církví.
V srpnu 1917 byl jmenován ključarem (zástupce představeného) chrámu Krista Spasitele v Moskvě. Byl jedním z nejbližších spolupracovníků patriarchy Tichona ve vedení eparchie. Zúčastnil se Místního sboru Ruské pravoslavné církve (1917–1918). Roku 1918 byl ustanoven předsedou bratrstva při chrámu Krista Spasitele a následující rok byl vyznamenán mitrou. V květnu 1920 a v listopadu 1921 byl zatčen za přednášení Božího zákona (katechismus).
Stal se jedním z obžalovaných v druhém moskevském procesu proti více než stovce duchovních a laiků, který se konal v listopadu až prosinci 1922. Při výsleších zachoval klid, snažil se ostatní chránit, ale vinu nepřiznal. Byl odsouzen k trestu odnětí svobody na 10 let s propadnutím majetku a zákazem činnosti na 5 let. V říjnu 1923 byl amnestován, ale na podzim roku 1924 byl jako „společensky škodlivý živel“ poslán do tříletého exilu v Turuchanské oblasti.
Z exilu se vrátil roku 1928 a byl povýšen do hodnosti protopresbytera. Pomáhal ve vedení církve metropolitu Sergiu (Stragorodskému). Ve 30. letech 20. století byl představeným chrámu Položení řízy Krista na Donské.
Dne 17. června 1937 byl zatčen a obviněn z účasti v protisovětské teroristické fašistické organizaci církevních příslušníků. Byl zastřelen 19. srpna 1937. Pohřben byl na Donském hřbitově.
Dne 2. prosince 1994 jej Ruská pravoslavná církev svatořečila.